# Pasir Kelampaian
Pasir Kelampaian is een bestuurslaag in het regentschap Indragiri Hulu van de provincie Riau, Indonesië. Pasir Kelampaian telt 625 inwoners (volkstelling 2010).